# Dennis Skinner
Dennis Edward Skinner (11 de febrero de 1932) es un expolítico británico que fue miembro del Parlamento (MP) por Bolsover desde 1970 hasta 2019. Es miembro del Partido Laborista.
Conocido por sus opiniones de izquierdas y su agudo ingenio, perteneció al Grupo de Campaña Socialista de los diputados laboristas. Fue miembro del Comité Ejecutivo Nacional del Partido Laborista, con breves interrupciones, durante treinta años, y fue presidente del Comité en 1988-89. Fue uno de los miembros más antiguos de la Cámara de los Comunes y el diputado laborista que más tiempo ha estado en activo. Es euroescéptico de toda la vida.

## Primeros años y carrera
Nacido en Clay Cross, Derbyshire, Skinner es el tercero de nueve hijos. Su padre, Edward Skinner, era un minero del carbón que fue despedido tras la huelga general de 1926, y su madre, Lucy, era limpiadora. En junio de 1942, a la edad de 10 años, Skinner obtuvo una beca para asistir a la Tupton Hall Grammar School tras aprobar el examen de once años antes. En 1949, empezó a trabajar como minero en la mina de carbón de Parkhouse, donde trabajó hasta su cierre en 1962. Después trabajó en la mina Glapwell, cerca de Bolsover. En 1956, Skinner participó en la Sheffield Star Walk, una carrera de aficionados a pie, y quedó en segundo lugar.
En 1964, con 32 años, se convirtió en el presidente más joven de la región de Derbyshire del Sindicato Nacional de Mineros. Después de trabajar durante 20 años como minero, fue miembro del Consejo del Condado de Derbyshire y concejal de Clay Cross en la década de 1960. En 1967, asistió al Ruskin College, tras completar un curso dirigido por el Sindicato Nacional de Mineros en la Universidad de Sheffield.

## Carrera parlamentaria
En 1956, Skinner se afilió al Partido Laborista. El 5 de junio de 1969 fue elegido candidato a parlamentario por Bolsover. Skinner fue elegido diputado por el entonces seguro escaño laborista de Bolsover en las elecciones generales de 1970 y lo mantuvo hasta que lo perdió en las elecciones generales de 2019 frente a Mark Fletcher, del Partido Conservador.
Debido a su agresiva retórica, Skinner llegó a ser conocido como la "Bestia de Bolsover". Skinner recuerda que se ganó el apodo por su comportamiento en un debate de homenaje en los Comunes tras la muerte del ex primer ministro conservador Sir Anthony Eden en 1977: "Estaban haciendo discursos sobre la maravilla de Anthony Eden, así que me levanté y hablé de los mineros y de las personas gravemente heridas y muertas en los pozos y de las 200 libras dadas a la viuda. Hubo abucheos y luego todos los tories se marcharon y los periódicos se burlaron de mí, algunos muy serios".
Durante su mandato en los Comunes, Skinner solía sentarse en el primer escaño de la bancada delantera debajo de la pasarela en los Comunes (conocida como la "bancada incómoda" porque es donde tradicionalmente se han sentado los diputados rebeldes del Partido Laborista) con una chaqueta de tweed (mientras que la mayoría de los otros diputados llevan traje) y la corbata roja de la firma. En 2016, declaró que nunca había enviado un correo electrónico y que no tenía una cuenta de Twitter.
Skinner fue un firme partidario del Sindicato Nacional de Mineros y de su líder Arthur Scargill en la huelga de mineros de 1984-85. Skinner se negó a aceptar un salario parlamentario superior al de los mineros, y durante la huelga de éstos donó su sueldo al NUM.
Skinner ha votado a favor de la equiparación de la edad de consentimiento, de las uniones civiles, de los derechos de adopción para las parejas del mismo sexo, de la prohibición de la discriminación por motivos de orientación sexual y de que las parejas del mismo sexo se casen, y tiene una postura muy favorable al aborto. El 20 de enero de 1989, presentó una iniciativa para reducir el número de semanas en las que se puede practicar legalmente un aborto en Reino Unido, presentando el escrito para las elecciones parciales de Richmond. El 7 de junio de 1985, rechazó un proyecto de ley del diputado de la UUP, Enoch Powell, que habría prohibido la investigación con células madre, al presentar la moción para las elecciones parciales en Brecon y Radnor. Skinner describió más tarde este momento como su mayor orgullo político.
En 1979, Skinner desempeñó un papel en la exposición pública de Anthony Blunt como espía de la Unión Soviética. El jueves 15 de noviembre de 1979, la primera ministra Margaret Thatcher reveló el papel de Blunt en la guerra en la Cámara de los Comunes del Reino Unido en respuesta a las preguntas que le formularon Ted Leadbitter, diputado por Hartlepool, y Skinner:
Sr. Leadbitter y Sr. Skinner: Pregunta a la Primera Ministra si hará una declaración sobre las recientes pruebas relativas a las acciones de un individuo, cuyo nombre le ha sido facilitado, en relación con la seguridad del Reino Unido.

La Primera Ministra: "El nombre que me ha facilitado el diputado por Hartlepool (Sr. Leadbitter) es el de Sir Anthony Blunt".
En 2000, Skinner denunció a su antiguo aliado Ken Livingstone, que entonces era diputado laborista. Livingstone no había conseguido la nominación del partido para ser candidato a la Alcaldía de Londres, y entonces había decidido presentarse como candidato independiente en su lugar, instando a sus seguidores a ayudar a los candidatos del Partido Verde a ser elegidos. Skinner dijo que Livingstone había traicionado a los militantes del Partido Laborista en su circunscripción de Brent East, a los que describió como que habían luchado por él "como tigres" cuando su mayoría había sido escasa: "Les dice que va a ser el candidato laborista y luego les miente. Para mí eso es lo más bajo que se puede llegar". Comparó a Livingstone con el candidato laborista oficial, Frank Dobson, diciendo que Dobson era "un tipo y medio... no una prima donna... no alguien con un ego tan grande como una casa". Skinner dijo que Livingstone "ocupará los titulares, pero nunca podrás confiar en él porque ha roto su promesa y su lealtad a su partido". El culto a la personalidad del ego no funciona en una mina de carbón y no funciona en el Partido Laborista".
Por el contrario, a pesar de sus reconocidas opiniones izquierdistas, Skinner mantuvo durante mucho tiempo una relación positiva con el primer ministro Tony Blair, una figura destacada del ala derecha del partido, derivada de los consejos que Skinner le dio a Blair sobre la oratoria. En febrero de 2018, describió los ministerios de Blair y Brown como un "periodo dorado" para el NHS. Sin embargo, Skinner criticó fuertemente a Blair en mayo de 2019, después de que el ex primer ministro aconsejara a los partidarios laboristas pro-Remain, que consideraban que la línea del partido sobre el Brexit era demasiado ambigua, que votaran a partidos explícitamente pro-Remain en las Elecciones al Parlamento Europeo de 2019; en el Morning Star, Skinner describió a Blair como una "fuerza destructiva" que estaba "tratando de destruir el Partido Laborista para que la gente siga hablando de su reinado" y afirmando que "fue a Irak y se destruyó a sí mismo. Ayudó a David Cameron y a Theresa May a llegar al poder. Estás hablando de un hombre que hizo un desastre".
En 2003, Skinner formó parte de la cuarta parte de los diputados laboristas que votaron en contra de la Guerra de Irak; posteriormente se rebeló contra la línea del partido cuando votó en contra de la política del gobierno de permitir que los sospechosos de terrorismo fueran detenidos sin juicio hasta 90 días. En 2007, Skinner y otros 88 diputados laboristas votaron en contra de la política del Gobierno laborista de renovar el sistema de misiles nucleares Trident.
Skinner apoyó a David Miliband en las elecciones al liderazgo laborista de 2010, que ganó su hermano Ed Miliband. En marzo de 2011, fue uno de los 15 diputados que votaron en contra de la participación británica en la intervención de la OTAN en Libia.
Skinner fue uno de los 36 diputados laboristas que designaron a Jeremy Corbyn como candidato en las elecciones al liderazgo laborista de 2015. Poco después de que Corbyn fuera elegido líder, Skinner fue elegido miembro del Comité Ejecutivo Nacional del Partido Laborista, en el que permaneció hasta octubre de 2016. Skinner apoyó a Corbyn, junto a la mayoría de los diputados laboristas, al votar en contra de la ampliación de los ataques aéreos de la RAF contra el ISIS en Siria en diciembre de 2015. Skinner votó a favor de la Salida del Reino Unido de la Unión Europea en junio de 2016 y está a favor de la abolición total de la Cámara de los Lores.
Tras la jubilación de Peter Tapsell en 2015, Skinner fue uno de los cuatro diputados más longevos, pero no llegó a ser Padre de la Cámara, ya que otros dos diputados, que también fueron elegidos por primera vez en 1970, habían jurado su cargo antes, el mismo día, y ambos ocuparon consecutivamente ese puesto: Gerald Kaufman (2015-2017) y Kenneth Clarke (2017-2019). Skinner, el diputado en ejercicio de mayor edad desde 2017, declaró que en cualquier caso no aceptaría el título honorífico. En 2019, con la inminente jubilación de Clarke, resurgió la cuestión de que Skinner se convirtiera en Padre de la Cámara, pero quedó en suspenso, cuando Skinner perdió su escaño en las elecciones generales de 2019.

### Suspensiones
Skinner fue suspendido del Parlamento en al menos diez ocasiones, generalmente por lenguaje antiparlamentario al atacar a sus oponentes. Entre las infracciones más destacadas se encuentran:
- En 1981, acusó al Presidente de la Cámara de los Comunes, George Thomas, de asistir a actos para recaudar fondos para el Partido Conservador.[23]
- Dos veces en 1984, una por llamar a David Owen "pomposo" (y solo aceptando retirar "pomposo"), y la segunda por afirmar que Margaret Thatcher "sobornaría a los jueces".[24]
- En 1992, refiriéndose al Ministro de Agricultura John Gummer como "un pequeño chorro de ministro" y "una verruga babosa en la nariz de Margaret Thatcher".[25]
- En 1995, acusando al gobierno de Major de un "acuerdo fraudulento" para vender las minas de carbón de Reino Unido.
- En 2005, al referirse al historial económico de los conservadores en la década de 1980, hizo el comentario: "Lo único que crecía entonces eran las líneas de coca frente a 'Boy George' y el resto de los tories", una referencia a las acusaciones publicadas originalmente en el Sunday Mirror sobre el consumo de cocaína por parte del recién nombrado canciller en la sombra, George Osborne (aunque, en los Comunes, Skinner se refirió al News of the World).
- En 2006, acusó al portavoz adjunto Alan Haselhurst de ser indulgente con los comentarios de la primera línea de la oposición y futura primera ministra Theresa May "porque es tory".
- En 2016, por referirse al primer ministro David Cameron como "Dave el esquivo" en relación con los asuntos fiscales de Cameron.[26]

### Bromas del Discurso de la Reina
Conocido por sus sentimientos republicanos, Skinner solía abuchear durante la Ceremonia anual del Discurso de la Reina. Lo hacía a la llegada del Bastón Negro (símbolo de la autoridad real en la Cámara de los Lores) para convocar a los diputados a escuchar el discurso de la Reina en la cámara de los Lores. Los más conocidos, según el New Statesman y otras fuentes, son los siguientes:
- 1987: "¡Dile que venda!". Una referencia a la situación financiera del Reino Unido.
- 1988: "¡Oye, aquí viene el Gato con Botas!". A Black Rod, Sir John Gingell.
- 1989: "¡Oh, es un buen conjunto!". A Black Rod, Sir John Gingell.[28]
- 1990: "Apuesto a que bebe Carling Etiqueta Negra". "Toca por ti, Maggie". Habló con Black Rod; referencia a una popular campaña publicitaria de la época. Más tarde hizo un segundo comentario que era una referencia a la inminente salida de Margaret Thatcher.[29]
- 1992: "¡Dile que pague sus impuestos!". En referencia a las peticiones para que la Reina pague el impuesto sobre la renta.[30]
- 1993: "Volver a lo básico con Black Rod". Una referencia a la campaña Back to Basics del entonces gobierno conservador de John Major.
- 1995 y 1996: "¡Nuevo Laborista, nueva barra negra!". Una referencia al eslogan de la campaña electoral laborista, "New Labour, New Britain" y al nuevo Black Rod, Sir Edward Jones.
- 1997: "¿Quieres que te preste un Discurso de la Reina?". Se lo dijo a Black Rod.
- 2000: "¡Dile que lea The Guardian!". The Guardian estaba haciendo campaña en ese momento para abolir la monarquía.[31]
- 2001:"¡No eres más que un enano!". Se lo dijo al nuevo Vara Negra, Sir Michael Willcocks, entre risas en la cámara.
- 2003: "Bloquea las puertas". "¿Cerró la puerta detrás de ella?". Skinner sugirió que el presidente de la Cámara "cerrara las puertas" tras la llegada de Black Rod, una práctica que se utiliza para impedir que los diputados que llegan tarde emitan su voto después de que hayan sonado las campanas de división. Después de la orden, también dijo: "¿Cerró la puerta detrás de ella?", ante las risas de otros diputados. La sugerencia irónica de Skinner fue ridiculizada por el presidente de la Cámara, Michael Martin.
- 2004: "Sí, tienes un trabajo al que aspirar". Habla con Black Rod.
- 2005: "¿Ha traído a Camila con ella?". De la Reina haciendo referencia a la reciente boda de Carlos, Príncipe de Gales.[32]
- 2006: "¿Tienes a Helen Mirren en espera?". Referencia a la interpretación de Isabel II por parte de Mirren en la película de 2006, The Queen.
- 2007: "¿Quién disparó a los aguiluchos?". Refiriéndose a un suceso reciente en Sandringham, en el que dos aguiluchos cenizos protegidos habían sido abatidos cerca de una propiedad real. El príncipe Harry y un amigo habían sido interrogados por la policía sobre el incidente.[33]
- 2008: "¿Algún topo tory en el Palacio?". Refiriéndose a la reciente detención del diputado conservador Damian Green en relación con una investigación sobre la recepción de información confidencial por parte de un funcionario del Ministerio del Interior que había sido candidato del Partido Conservador; a lo que Black Rod bromeó: "Te echaré de menos, Dennis", recibiendo las risas de otros diputados. La apertura del Parlamento en 2008 fue la última de Michael Willcocks como Black Rod.[33]
- 2009: "Los gastos reales están en camino". Referencia al escándalo de los gastos parlamentarios.
- 2010: "No hay comisiones reales esta semana". Referencia a la reciente historia del periódico News of the World que revelaba que la ex duquesa de York había aceptado pagos en efectivo por presentar hombres de negocios a la duquesa de York. Ya sea por error o a propósito, pronunció su frase en medio del discurso del Yeoman Usher Ted Lloyd-Jukes (que sustituía a un Black Rod enfermo). A lo que el Yeoman Usher respondió al final: "Gracias, Dennis".
- 2012: "Año Jubilar, doble recesión, ¡qué comienzo!". Refiriéndose al año del Jubileo de la Reina y a las afirmaciones de que el Reino Unido acababa de entrar en una segunda recesión. Esta ocurrencia fue respondida con una mezcla de risas y gritos de "vergüenza" y "absoluta desgracia".[34]
- 2013: "Royal Mail en venta. La cabeza de la reina privatizada". Esto fue en referencia a la propuesta de privatización del Royal Mail por parte del gobierno de coalición, en contra de la promesa de la recientemente fallecida Margaret Thatcher de que "no estaba dispuesta a que se privatizara la cabeza de la Reina".[35]
- 2014: "La última batalla de la coalición". Refiriéndose a los últimos 11 meses de la Coalición Conservadora-Liberal Demócrata (y su última sesión parlamentaria) antes de las elecciones de mayo de 2015.[36]
- 2015: Ninguno. Skinner reveló posteriormente a la prensa que estaba muy preocupado por evitar que los miembros del SNP recién elegidos ocuparan su tradicional asiento en el primer banco de la oposición. Declaró a The Daily Telegraph: "Hoy me he dedicado a una actividad para asegurarme de que los Nacionalistas Escoceses no fueran a ocupar el primer banco. Me levanté poco después de las 6 y tuve que hacerlo ayer".[37]
- 2016: "¡Manos fuera de la BBC!". Refiriéndose al libro blanco del gobierno sobre la BBC.[38]
- 2017: "¡Sí, pónganse los patines, la primera carrera es a las dos y media!". Refiriéndose a la asistencia de la Reina a Royal Ascot ese mismo día.[39]
- 2019: "No, no voy a ir". Skinner no asistió al discurso de la Reina.

## Después del parlamento
En 2020, Skinner apoyó a Richard Burgon para el puesto de líder adjunto del Partido Laborista.
El 6 de mayo de 2020, fue nombrado presidente honorario del Socialist Campaign Group.
En septiembre de 2020, la canción de Robb Johnson sobre Skinner, Tony Skinner's Lad, encabezó la lista de descargas de Amazon.

## Vida personal
En 1960 Skinner se casó con Mary Parker, de la que se separó en 1989. Desde 2017 su pareja es la exinvestigadora Lois Blasenheim.
En 1999 a Skinner se le diagnosticó un cáncer de vejiga en estado avanzado y posteriormente fue operado para extirparle un tumor maligno. En 2003 se sometió a una operación de doble baipás cardíaco. En 2019 se sometió a una operación de cadera. Estuvo demasiado enfermo para hacer campaña en las elecciones generales de 2019 después de ser hospitalizado por una peligrosa infección tras la operación de cadera. No estuvo presente en el recuento cuando perdió su escaño.
A la madre de Skinner se le diagnosticó la enfermedad de Alzheimer antes de su muerte en la década de 1980. Skinner cantó a su difunta madre cuando le diagnosticaron la enfermedad y se inspiró en su capacidad para recordar viejas canciones. Desde 2008, ha visitado residencias de ancianos en Derbyshire para cantar a los pacientes con demencia.
Skinner es seguidor del Derby County Football Club y del Derbyshire County Cricket Club.